# R.J. White
Randy Junior White (Frisco, Texas , USA; 1 de julio de 1994) es un jugador de baloncesto con nacionalidad estadounidense y pasaporte británico. Con 2,03 metros de altura juega en la posición de pívot. Actualmente forma parte de la plantilla del ZTE Real Canoe de la Liga LEB Oro.

## Trayectoria
Es hijo de Randy White, un ala-pívot que desarrolló gran parte de su carrera entre la NBA y Europa, con una experiencia en Joventut de Badalona en España. Randy Junior es un jugador formado en la Universidad de Carolina del Norte, en concreto en UNC Greensboro Spartans en las que disputaría cinco temporadas (2012-17). 
Tras no ser drafteado en 2017, debutaría como profesional en México, en concreto en el Soles de Mexicali de la Liga Nacional de Baloncesto Profesional de México, a las órdenes del técnico español Iván Déniz, promediando 9.19 puntos en 26 partidos disputados. 
En la temporada 2018-19, jugó con los Nishinomiya Storks de la B2.League japonesa, en el que promedió 16.2 puntos, 6.8 rebotes, 2.2 asistencias y 1.1 tapones en trece encuentros.
En julio de 2020, se convierte en jugador del ZTE Real Canoe de la Liga LEB Oro.